# Strobilopsis
Strobilopsis, monortipski biljni rod iz porodice Scrophulariaceae (strupnikovke), dio je tribusa Limoselleae, potporodica Scrophularioideae. 
Jedina vrsta je S. wrightii, jednogodišnja biljka ili trajnica iz južnoafričke provincije KwaZulu-Natal i susjednog Lesota.. 

## Opis
Naraste 10 do 45 cm visine. Listovi debeli, 15-25 mm, sjedeći, nazubljeni, cvatovi uspravni, ponekad granasti, cvjetovi u gustim, duguljastim ili kuglastim glavicama, donja usna dlakava, cijev duga 4 mm. Cvate u kasno proljeće ružičasto bijelim cvjetovima. 

## Stanište
Travnjaci na 2200-2500m nad morem.